# Olímpia, a Diaconisa
Olímpia, a Diaconisa viveu em Constantinopla durante o século IV. Sua festa é comemorada em 25 de julho.

## Vida
Olímpia nasceu em 361 no seio de uma família rica. Era filha de Seleuco e Alexandra, neta de Ablávio e tia de Seleuco. Ainda jovem, ficou órfão com a morte de seus pais e teve como guardião Procópio. Foi educada por Teodósia, irmã de Anfilóquio de Icônio. Em 386, casou-se com o prefeito urbano de Constantinopla Nebrídio, mas faleceu pouco depois, deixando-a viúva. O imperador Teodósio I (r. 378–395) pretendia casá-la com Helpídio, mas ela se recusou. Sua propriedade foi entregue aos cuidados do prefeito urbano em ca. 387 até que alcançasse 30 anos, mas por seu mal administrada, sua fortuna foi-lhe devolvida por Teodósio em 391 quando retornou a Constantinopla.
Sua fortuna incluía propriedades na Trácia, Galácia, Capadócia e Bitínia, bem como casas e vilas em e no entorno de Constantinopla. Tal como Melânia, a Jovem, é descrita dando sua fortuna a pobres e necessitados e fazendo generosas doações às igrejas, mosteiros, hospícios e abrigos a desabrigados. Foi ordenada diaconisa pelo patriarca Nectário (r. 381–397) e forneceu ajuda aos hierarcas constantinopolitanos, incluindo Anfilóquio de Icônio, Onésimo do Ponto, Gregório de Nazianzo, Pedro de Sebaste, Epifânio de Chipre. Mantinha boa relação com eles, mas era especialmente próxima de João Crisóstomo (r. 398–404) de quem recebeu várias cartas.
Olímpia apoiou João Crisóstomo quando foi retirado de sua posição como patriarca e exilado e recusou-se a se comunicar com Arsácio de Tarso (r. 404–405), seu substituto. Ao recusar-se a reconhecer Arsácio foi exilada e veio a falecer em algum lugar em Nicomédia em 25 de julho de 408. Pouco antes de sua morte, deu instruções que queria ser colocada num caixão e jogada no mar. É celebrada como santa no dia 25 de julho e 17 de dezembro e está entre os 140 santos nas colunas que adornam a Praça de São Pedro, no Vaticano.